# توماس إميل فون ويكيد
توماس إميل فون ويكيد (23 أبريل 1893 - 23 يونيو 1944) كان جنرالًا ألمانيًا في الفيرماخت ألمانيا النازية خلال الحرب العالمية الثانية الذي قاد اللفيلق العاشر. وقد حصل على وسام الفارس الصليبي الحديدي. قتل ويكيد في 23 يونيو 1944، عندما تحطمت طائرة النقل التي تقله مع جنرالات كارل إيغليسر وإدوارد ديتل وفرانز روسي في محيط قرية ريتينيج الصغيرة في ستيريا.

## الجوائز
- وسام الفارس الصليبي الحديدي في 15 أغسطس 1940 بصفته أوبرسلوبمينت وقائد فرقة المشاة 4 [1]

### اقتباسات
1. ↑  Fellgiebel 2000, p. 361.

### قائمة المراجع
- Fellgiebel, Walther-Peer (2000) [1986]. Die Träger des Ritterkreuzes des Eisernen Kreuzes 1939–1945 — Die Inhaber der höchsten Auszeichnung des Zweiten Weltkrieges aller Wehrmachtteile [The Bearers of the Knight's Cross of the Iron Cross 1939–1945 — The Owners of the Highest Award of the Second World War of all Wehrmacht Branches] (بالألمانية). Friedberg, Germany: Podzun-Pallas. ISBN:978-3-7909-0284-6.

| مناصب عسكرية    | مناصب عسكرية                | مناصب عسكرية    |
| --------------- | --------------------------- | --------------- |
| سبقه {{{سبقه}}} | {{{العنوان}}} {{{الأعوام}}} | تبعه {{{تبعه}}} |
| سبقه {{{سبقه}}} | {{{العنوان}}} {{{الأعوام}}} | تبعه {{{تبعه}}} |